# Distributie (wiskunde)
In de wiskunde is een distributie een generalisatie van het begrip functie. Distributies maken het mogelijk een afgeleide te bepalen van elke continue functie. Verder worden distributies gebruikt bij het oplossen van partiële differentiaalvergelijkingen, speciaal zoals die in de natuurkunde en de technische wetenschappen voorkomen in de beschrijving van niet-continue problemen. Een bekend voorbeeld van een distributie is de diracdeltapuls. Distributies zijn een krachtig hulpmiddel bij het oplossen van lineaire differentiaalvergelijkingen, van zowel gewone differentiaalvergelijkingen als van partiële differentiaalvergelijkingen. 
Sergej Sobolev sprak al in 1935 van gegeneraliseerde functies en onafhankelijk van hem formuleerde Laurent Schwartz in de jaren 40 een theorie over distributies.

## Voorgeschiedenis
De wiskundige Paul Dirac bestudeerde golffuncties in de kwantummechanica en hij gebruikte daarbij functionalen van de vorm
{\displaystyle f\mapsto \int f(x)g(x)\mathrm {d} x}
waar de integraal over een of ander geschikt ruimtelijk domein gaat en {\displaystyle g} een gegeven complexwaardige functie op dat domein is. Hij wilde graag de functionaal die met een gegeven continue functie {\displaystyle f} haar waarde in {\displaystyle x=0} associeerde,
{\displaystyle f\mapsto f(0)}
in een gelijkaardige integraalvorm noteren en gebruikte daarvoor de schrijfwijze:
{\displaystyle f(0)=\int f(x)\delta (x)\mathrm {d} x}
waarbij de functie {\displaystyle \delta } overal de waarde 0 aannam, behalve in het punt {\displaystyle x=0}. De deltapuls werd zo aangepast dat die het gewenste resultaat opleverde. Dirac besefte zelf ook dat {\displaystyle \delta } geen echte functie kon zijn, omdat dat tot logische tegenstrijdigheden zou leiden, maar de notatie was duidelijk en de natuurkundigen bleven over de deltafunctie van Dirac spreken.
Laurent Schwartz heeft de berekeningen ervan uitgewerkt en vanaf 1950 in boekvorm gepubliceerd. James Lighthill heeft in 1958 een meer toegankelijke inleiding voor getemperde distributies geschreven. Hij legt daar onder andere in uit dat  de definitie van een fouriertransformatie van een functie vrijwel naadloos op distributies aansluit.

## Definitie
Een distributie is een continue lineaire functionaal op een ruimte van testfuncties. De wiskunde ervan valt onder de functionaalanalyse. De testfuncties zelf vormen een topologische vectorruimte en als dusdanig vormen de distributies de duale topologische vectorruimte.
Sinds het werk van Schwartz zijn twee verschillende soorten ruimten van testfuncties in omloop:
- De onbeperkt continu differentieerbare complexwaardige functies op de reële getallen of op de {\displaystyle \mathbb {R} ^{n}}, die nul zijn buiten een begrensd gebied en
- de onbeperkt continu differentieerbare complexwaardige functies op de reële getallen of op de {\displaystyle \mathbb {R} ^{n}}, die sneller naar nul dalen dan elke rationale functie.

Deze definities zijn nog onvolledig, men zou ook de topologische structuur moeten aangeven. Om het onderscheid te maken, worden de continue lineaire functionalen op de eerste testruimte soms gewone distributies, de andere getemperde distributies genoemd.

## Belangrijke eigenschappen
- Alle lokaal integreerbare complexwaardige functies kunnen als een gewone distributie worden opgevat. De meeste ook als een getemperde distributie, tenzij ze erg snel divergeren voor grote waarden van {\displaystyle x}.

- Distributies vormen een algemene uitbreiding van het begrip afgeleide van een functie. De regels voor partiële integratie blijven gelden.

- De deltafunctie van Dirac is een gewone distributie en een getemperde distributie.

- Een distributie, vermenigvuldigd met een onbeperkt differentieerbare functie die voor {\displaystyle |x|\to \infty } niet sterker dan een polynoom groeit, is ook een distributie. Het product van twee distributies is niet gedefinieerd, bijvoorbeeld {\displaystyle \delta ^{2}(x)} is onbepaald.